# عبدالسلام عظیمی
عبدالسلام عظیمی (انگلیسی: Abdul Salam Azimi؛ زادهٔ ۱۹۳۶) یک قاضی اهل افغانستان است. عبدالسلام عظیمی رئیس قوه قضائیه و رئیس دادگاه عالی افغانستان بود.
عبدالسلام عظیمی در سال ۱۳۸۵ خورشیدی از سوی حامد کرزی رئیس جمهوری پیشین افغانستان به عنوان رئیس دادگاه عالی به مجلس نمایندگان معرفی شد و موفق شد از این مجلس رای اعتماد بگیرد. او پیش از احراز این پست، مشاور حقوقی آقای کرزی بود. در سال ۱۳۹۰، مجلس نمایندگان افغانستان اعلام کرد که زمان قانونی ریاست آقای عظیمی به پایان رسیده و باید به کارش خاتمه دهد. اما آقای کرزی فرد دیگری را برای تصدی این پست به مجلس معرفی نکرد و سلام عظیمی تا آغاز حکومت جدید در این پست باقی ماند. آقای عظیمی استعفانامه خود را به رئیس جمهوری سپرد و رئیس جمهوری استعفای او را پذیرفت.
اشرف غنی احمدزی رئیس جمهوری افغانستان مدال دولتی غازی امان‌الله خان را به آقای عظیمی اعطا نمود.